# 马塔维里国际机场
马塔维里国际机场（西班牙語：Aeropuerto Internacional Mataveri）或复活节岛机场，是一座位于智利复活节岛首府汉加洛的机场，距圣地亚哥国际机场3,756公里。马塔维里机场是复活节岛上唯一的机场，也是游客进出该岛的主要途径。
马塔维里机场最初被美国作为空军基地使用。1967年，定期航班开始往返于圣地亚哥和复活节岛之间。1984年，机场跑道被大幅加长，以便允许大型宽体客机降落，促进了岛上的旅游业。
由于其地理位置，马塔维里机场还曾被美國國家航空暨太空總署作为太空梭的紧急降落地点之一。

## 歷史
1967年，首條智利圣地亚哥往返复活节岛航線開辦，由智利國家航空的道格拉斯DC-6營運每月一班，需時9小時，機場跑道原為美軍的跑道。1970年，航班加密至每週一班，採用波音707-320噴射機不停站飛行。而在1960年代末，智利國家航空開通了往返大溪地帕皮提航線，每兩週一班，採用波音707，此外亦提供每兩週一班往返法蘭克福，中停巴黎、馬德里和樞紐圣地亚哥的接駁航班。1993年改由波音767-200ER營運圣地亚哥—复活节岛—帕皮提航線，後來空中巴士A340亦加入營運此航線。
機場只有一條長3,318米（10,885尺）長的跑道。1980年代美國曾計劃穿梭機繞極軌道飛行，马塔维里国际机场被美國國家航空暨太空總署指定為太空梭的紧急降落地点之一，然而整個計劃被取消。因為此計劃導致機場跑道得以延長，能夠容納廣體客機升降，進一步促進本島旅遊業。
由於大溪地與南美洲之間只有復活節島能用作備降機場，因此智利民航局禁止同时超过一架飛機飛近马塔维里国际机场區域，以防止因事故导致的跑道阻塞，其他飞机无法降落只能离开。
马塔维里国际机场東邊毗連小山丘，跑道兩端盡頭旨是海洋。

## 航點
| 航空公司     | 目的地           |
| ------------ | ---------------- |
| 智利南美航空 | 帕比提、聖地亞哥 |